# Израильско-мозамбикские отношения
Израильско-мозамбикские отношения — двусторонние исторические и настоящие дипломатические, политические, военные, торговые, экономические, культурные и иные отношения между Израилем и Мазамбиком.
У Израиля нет посольства в Мозамбике, однако еврейское государство представляет нерезидентный посол, который работает из столицы Анголы.

## История
Впервые отношения между двумя странами были установлены в июле 1993 года на церемонии в здании ООН. Договор подписал израильский посол в ООН Гад Яакоби (Gad Yaacobi) и его мазамбикский коллега Педру Коммисариу Альфонсо (Pedro Comissario Afonso).
В марте 2016 года глава парламентской комиссии по конституционному законодательству Edson Macuacua посетил Иерусалим в рамках конференции «Израиль и Африка: политика и лидерство». Конференция была организована израильским МИДом, Исследовательским институтом им. Г. Трумэна, Еврейским университетом в Иерусалиме и Африканским центром за мир и демократию. В следующем месяце Израиль посетила делегация мозамбикских чиновников. Они провели переговоры на темы управления водными ресурсами, сельского хозяйства и метеорологии.
В 2017 году мозамбикская организация «Mozambican Christian Friends of Israel» (Мозамбикские христианские друзья Израиля) лоббировала на уровне правительства возможность открытия посольства Израиля непосредственно в Мапуту и мозамбикского посольства в еврейском государстве.
В октябре 2018 года израильская компания «Mottech Water Solutions Ltd» выиграла тендер на установку беспроводной системы орошения в Мозамбике. До этого, компания «Mottech» в течение 10 лет работала над похожими проектами в ЮАР.
В марте 2019 года израильское правительство оказало помощь Мозамбику, пострадавшему от сильного тропического шторма. Израиль направил в Мозамбик груз гуманитарной помощи, включая системы очистки воды.

## Евреи в Мозамбике
В середине 1990-х годов еврейская община страны была крайне малочисленной, но в Мапуту сохранилась синагога.

## Мозамбикцы в Израиле
Мозамбикский футболист Жениту проживает в Израиле и выступал за клуб «Секция Нес Циона» в 2010—2011 годах.